# لو شی
لو شی (انگلیسی: Luo Xi؛ زادهٔ ۱۵ دسامبر ۱۹۸۷) شناگر شنای موزون اهل چین است.
وی در مسابقات کشوری و بین‌المللی در مجموع برندهٔ ۲ مدال طلا، ۷ مدال نقره، ۳ مدال برنز شده‌است.